# Német kapu (Metz)
A Német kapu (franciául: Porte des Allemands) Metz középkori falrendszerének egyetlen fennmaradt kapuerődítménye. Hídja alatt a Mosel mellékága, a Seille folyik.

## Története
Az önálló erődítményt a 13. században építették. Nevét a német ispotályos lovagrend közelben álló kórházáról kapta, amely 1229-ben kezdte meg működését. Az erőd a város keleti oldalát, a mai Outre-Seille negyedet védte. A kaput többször is átépítették, legrégebbi része a város felé esik: két tizenhat méter magas félhengeres torony, amelyeket íves fal köt össze.
A folyó másik oldalán álló, erőteljes bástyákkal védett erődöt 1445-ben emelték, falai három méter vastagok. Tervezője Henri de Ranconval volt, aki a városi katedrálison is dolgozott. 1480 körül a két kapuerődöt árkádsoros híddal kötötték össze. A 17. században a híres francia hadmérnök, Sébastien Le Prestre de Vauban áttervezte a metzi erődrendszert, és a Német kaput is beépítette a védműbe.
A kaput többször felújították, egy felirat szerint már 1529-ben. 1860 és 1862 között a tornyokat restaurálták, majd 1892-ben a város felőli falat újabb védművekkel bővítették. Az erőd 1990 óta a város tulajdonában van, tizenkét termében múzeumot rendeztek be, amelyekben a Metzcel kapcsolatos régészeti leleteket, bútorokat, pecséteket, érméket, lotaringiai jelmezeket lehetett megtekinteni. A múzeumot 1918-ban bezárták, gyűjteményét áthelyezték a Musée de la Cour d'Orba. A torony a második világháborúban, 1944-ben megsérült. A kapu 1966 óta műemléki védelem alatt áll, a közelmúltban nagyobb felújításon esett át, és 2014 óta fogad ismét látogatókat.

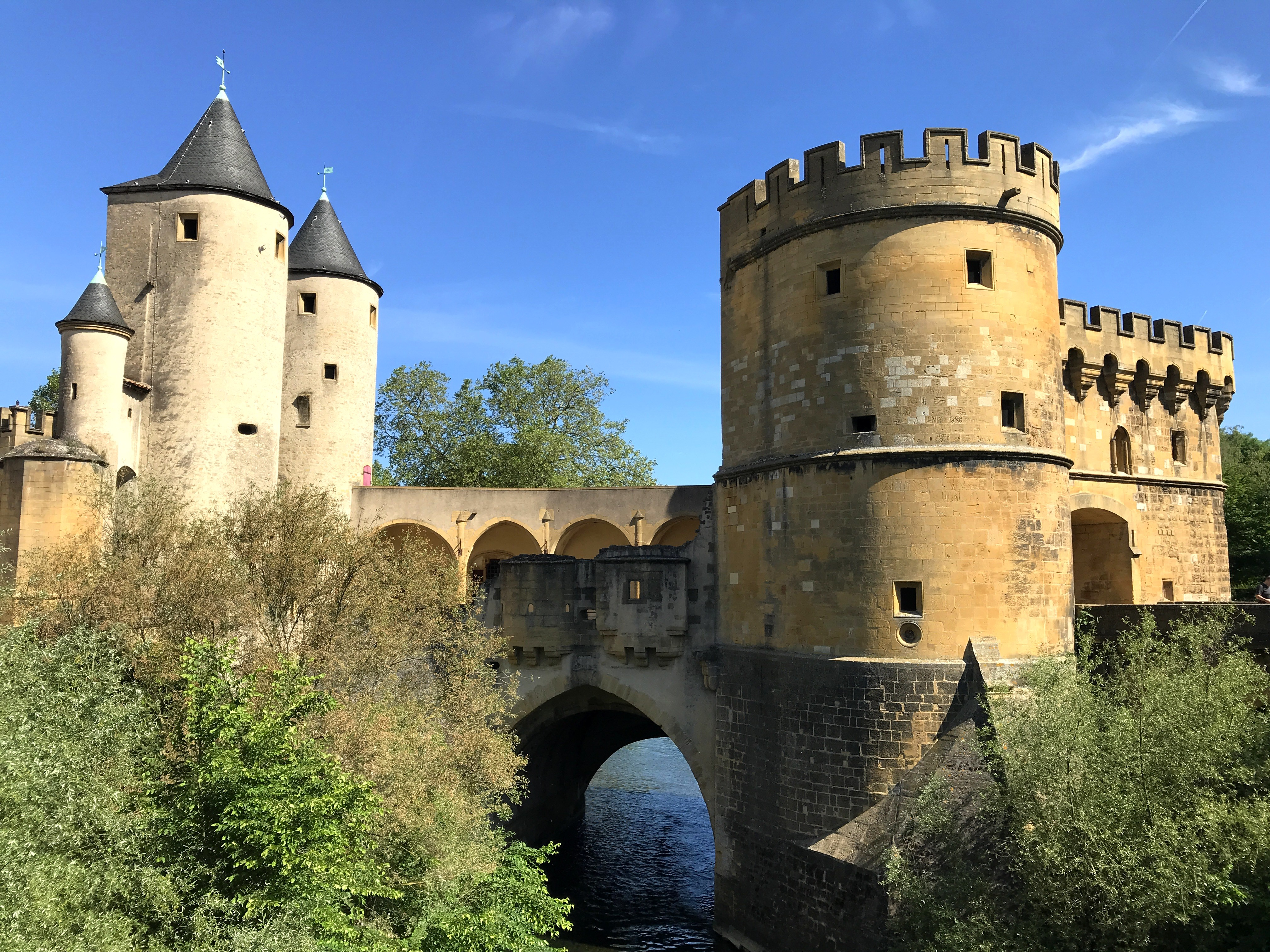
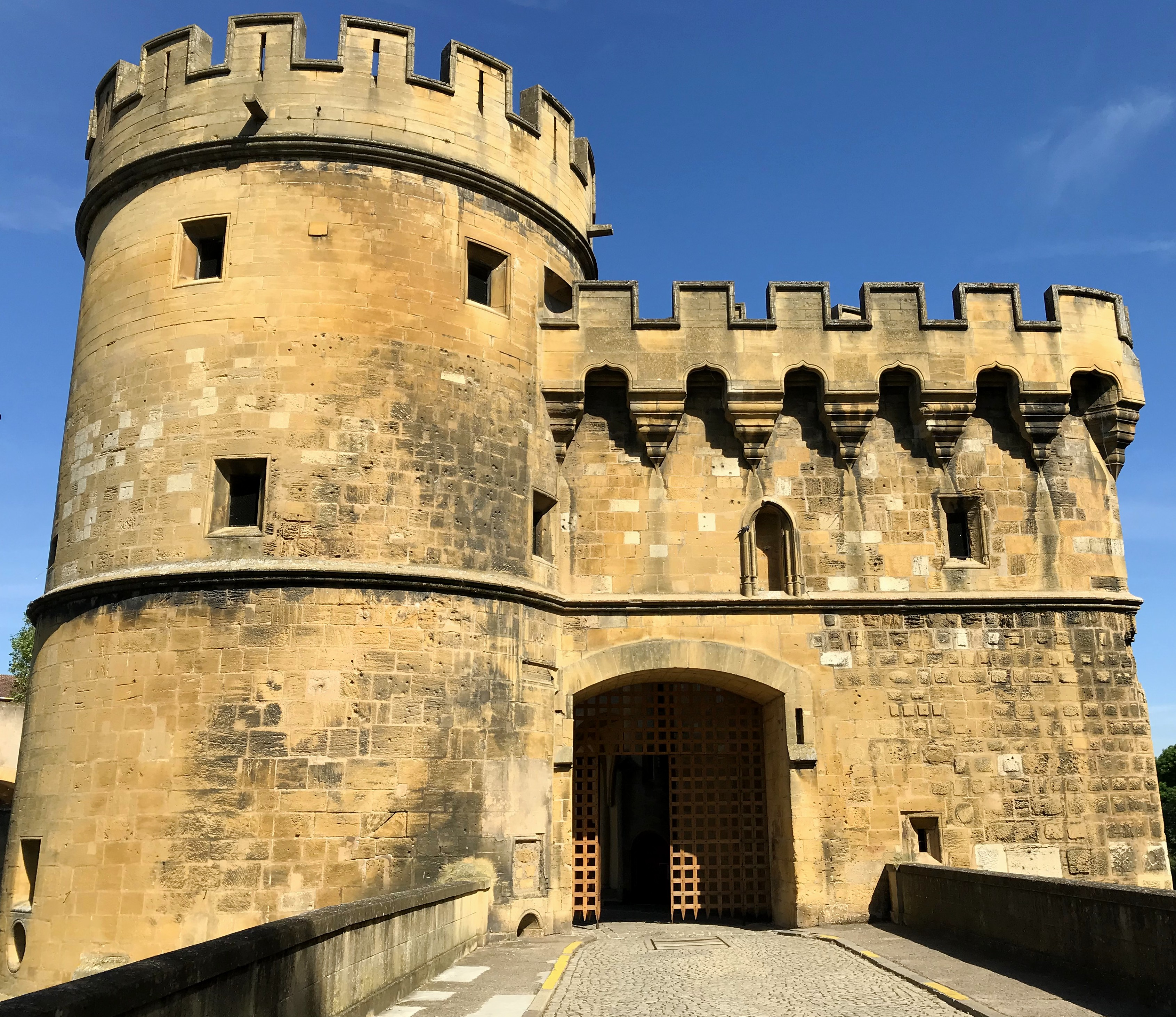
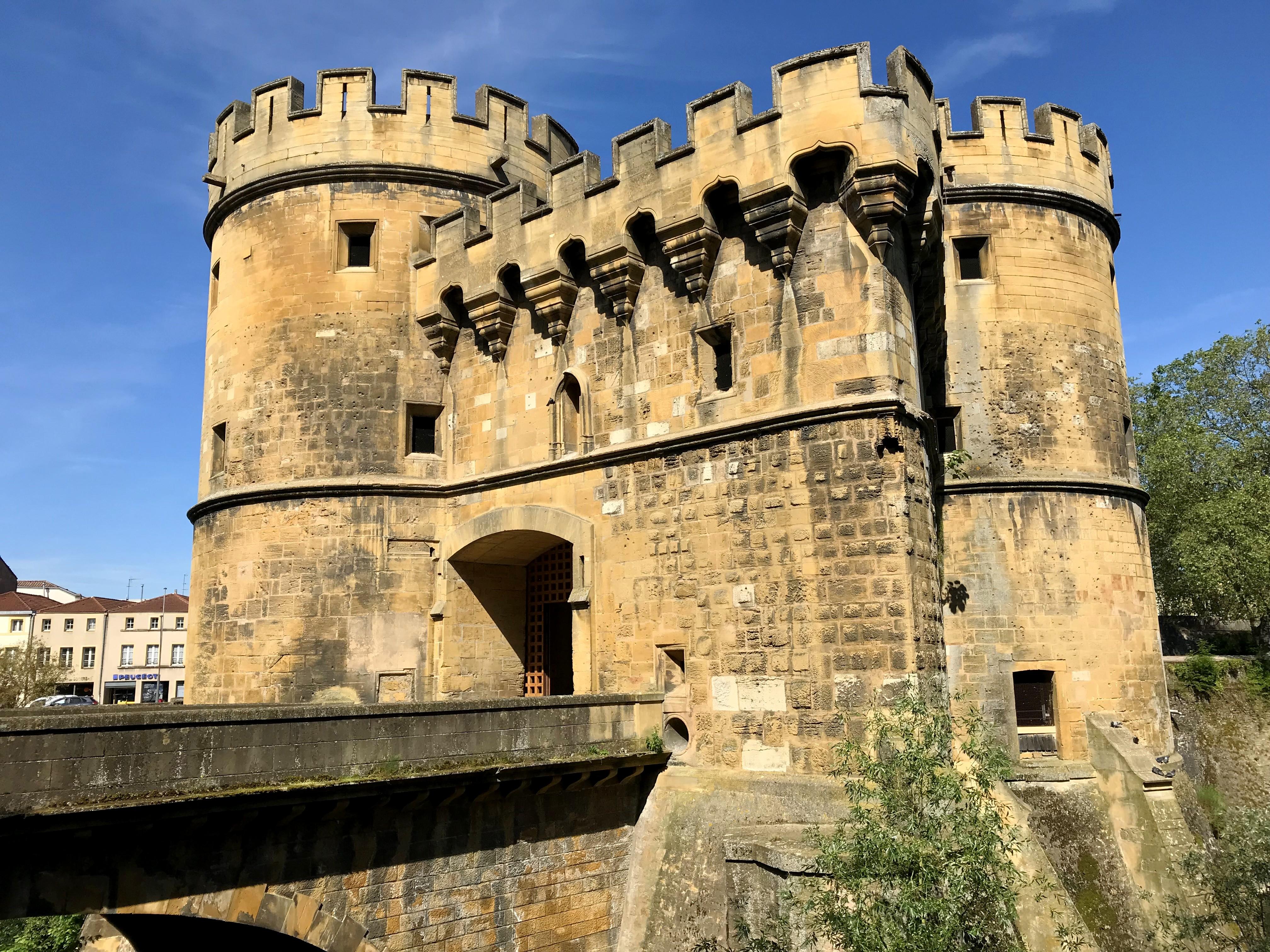
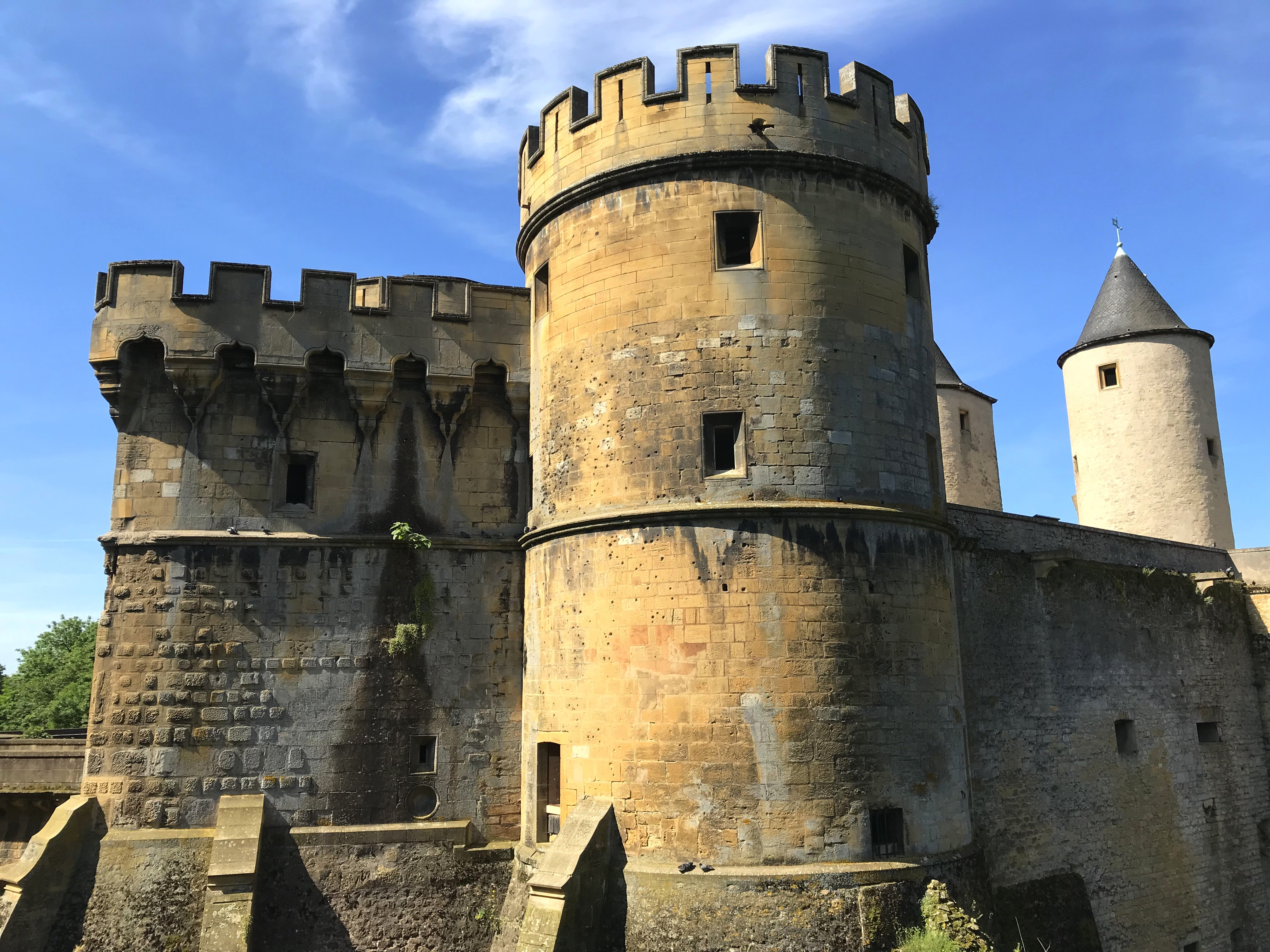